# ووگیرا
ووگیرا (به ایتالیایی: Voghiera) یک کومونه در ایتالیا است که در استان فرارا واقع شده‌است.

## خصوصیات
ووگیرا ۴۰٫۵ کیلومترمربع مساحت و ۳٬۹۲۴ نفر جمعیت دارد و ۷ متر بالاتر از سطح دریا واقع شده‌است.